# 谢尔盖·谢尔盖耶维奇·谢苗诺夫
谢尔盖·谢尔盖耶维奇·谢苗诺夫（羅馬化：Sergey Sergeyevich Semyonov；1973年11月30日—）是俄罗斯政治人物，第二届国家杜马议员。
1991年，他加入俄罗斯自由民主党。1993年，他担任同党国家杜马议员弗拉基米尔·日里诺夫斯基的助理。1995年，他当选为国家杜马议员。